# Pterorthochaetes coomani
Pterorthochaetes coomani är en skalbaggsart som beskrevs av Renaud Maurice Adrien Paulian 1945. Pterorthochaetes coomani ingår i släktet Pterorthochaetes och familjen Hybosoridae. Inga underarter finns listade i Catalogue of Life.